# 瑪嘉烈醫院
瑪嘉烈醫院（英語：Princess Margaret Hospital，醫院管理局內部代碼：PMH）是香港醫院管理局轄下的一所大型公立綜合醫院，位於新界下葵涌茘枝角灣瑪嘉烈醫院道2-10號。醫院成立於1975年，以時任瑪嘉烈公主命名，藉以紀念。現有超過1,700張病床及4,000多名員工。
瑪嘉烈醫院毗鄰葵涌醫院，由醫院管理局管理，屬於九龍西聯網，主要服務深水埗、葵青、荃灣區以及東涌新市鎮居民。隨著香港國際機場於1998年7月落成啟用，瑪嘉烈醫院除為訪港旅客提供緊急醫療護理外，如機場發生災難事故，是接收傷者的主要醫院之一。瑪嘉烈醫院設有全港唯一傳染病中心大樓，是本港最大規模的傳染病科指定醫院。

## 歷史
1960年代末，為應付荃灣新市鎮人口增長，舒緩現有明愛醫院及仁濟醫院的壓力，並取代日漸老化的前荔枝角醫院，主理香港傳染病科相關服務；有見及此，香港政府於荔枝角灣對上開山平整土地，以興建新荔枝角醫院及葵涌醫院，新荔枝角醫院以英皇佐治六世次女、英女皇伊利沙伯二世胞妹瑪嘉烈公主得名為瑪嘉烈醫院，於1975年10月20日啓用及開始收容病人。1977年4月25日，瑪嘉烈醫院急症室擴展至24小時服務。
瑪嘉烈醫院現設聯網腫瘤科中心、嚴重創傷中心、腎臟移植及透析中心、聯網碎石中心、聯網胸肺內科及肺結核治療、聯網高危產科、兒童及初生嬰兒深切治療服務等等。
繼承舊荔枝角醫院的傳染病科龍頭地位，醫院建有傳染病大樓及全港最多的隔離病房設施，專門治理各類傳染病患者。在香港受SARS、禽流感、2019冠狀病毒病等疫症威脅時，瑪嘉烈醫院亦为指定專科醫院
。
瑪嘉烈醫院同時是香港醫學專科學院認可的專科訓練中心，為香港大學及香港中文大學醫科學生提供臨床教育訓練及為畢業生安排實習。

## 服務範圍

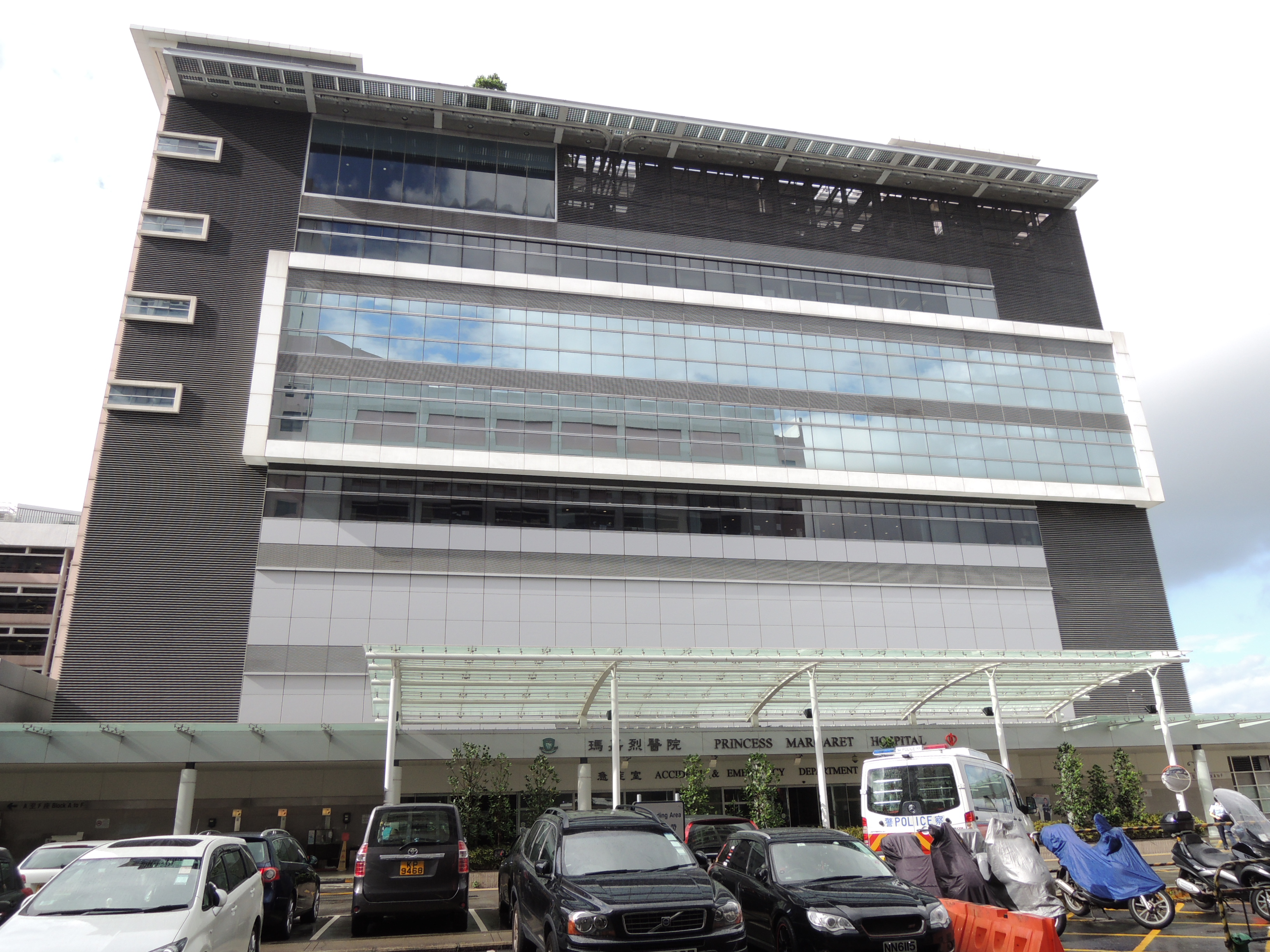
腫瘤科大樓及急症室（H座）

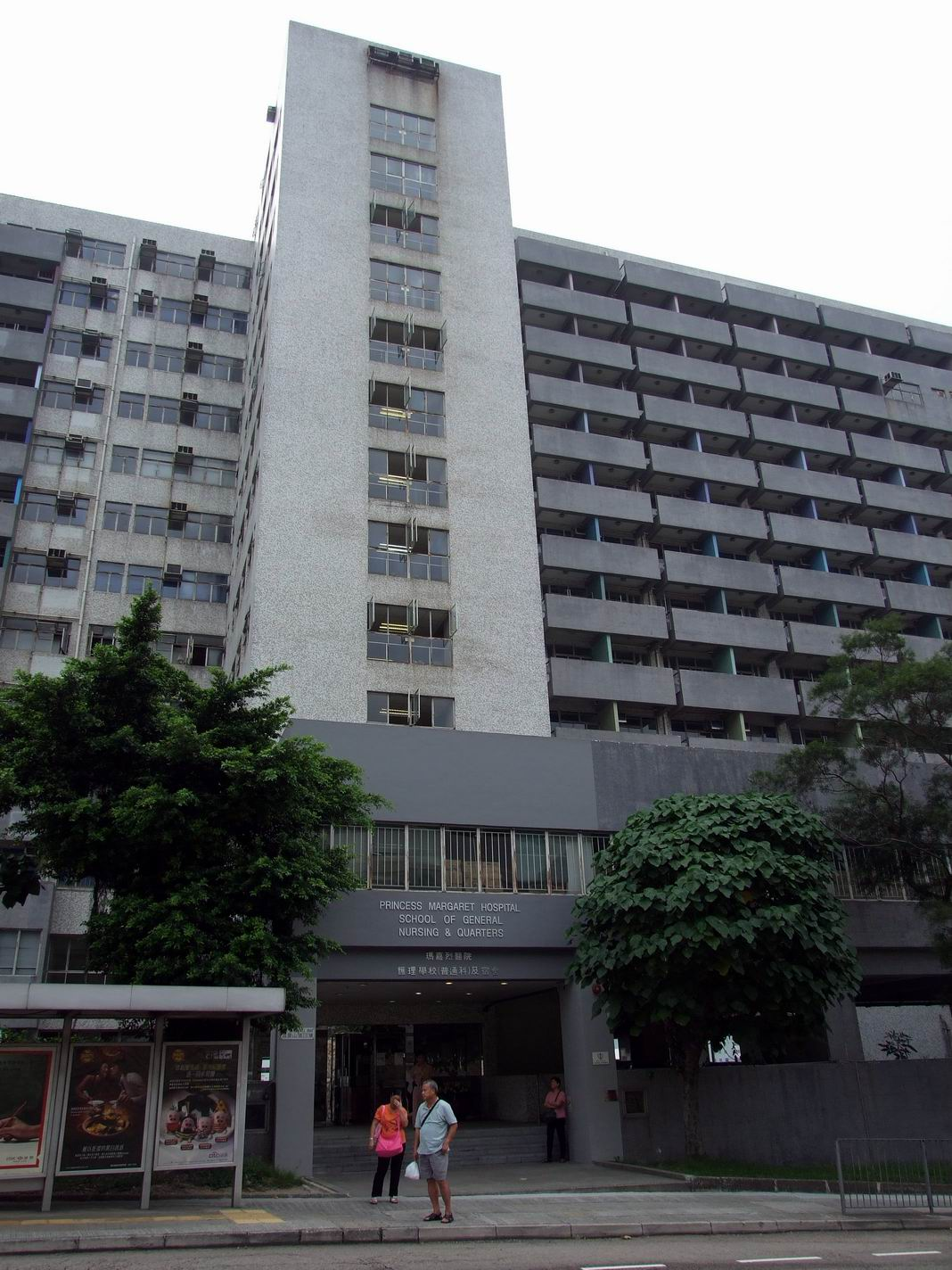
瑪嘉烈醫院護理學校及宿舍

瑪嘉烈醫院提供以下醫療服務：
- 二十四小時急症室服務
- 專科醫療護理
- 日間醫護
- 復康服務
- 一級創傷中心
- 內科
- 腫瘤科
- 外科
- 矯形及創傷外科
- 神經外科
- 兒童及青少年科
- 婦產科
- 成人深切治療科、兒童深切治療科及初生嬰兒深切治療科
- 冠狀科
- 口腔頜面外科
- 牙科
- 麻醉科
- 放射治療科
- 核子醫學
- 病理學科
- 泌尿科
- 腎科
- 傳染病科
- 心臟科

瑪嘉烈醫院現為香港腎科、傳染病科、燒傷及整形外科的第三層轉介中心，以及新界南區的腦神經外科 轉介中心。瑪嘉烈醫院亦為區內其他醫院提供診斷支援及專科應診服務。
瑪嘉烈醫院轄下共有五間社康護理服務中心，為荃灣及葵青區居民提供家居護理服務。將治療延展至病人家中。為了應付不斷增長的需求，瑪嘉烈醫院的社康護士在不斷在各方面作出改善，使服務更有效率和更具彈性，例如建立資訊系統，增加培訓，訂定服務標準和工作改善計劃等。

### 九龍西聯網其他醫院
- 仁濟醫院
- 明愛醫院
- 葵涌醫院
- 北大嶼山醫院

## 醫院建築

### 傳染病中心大樓

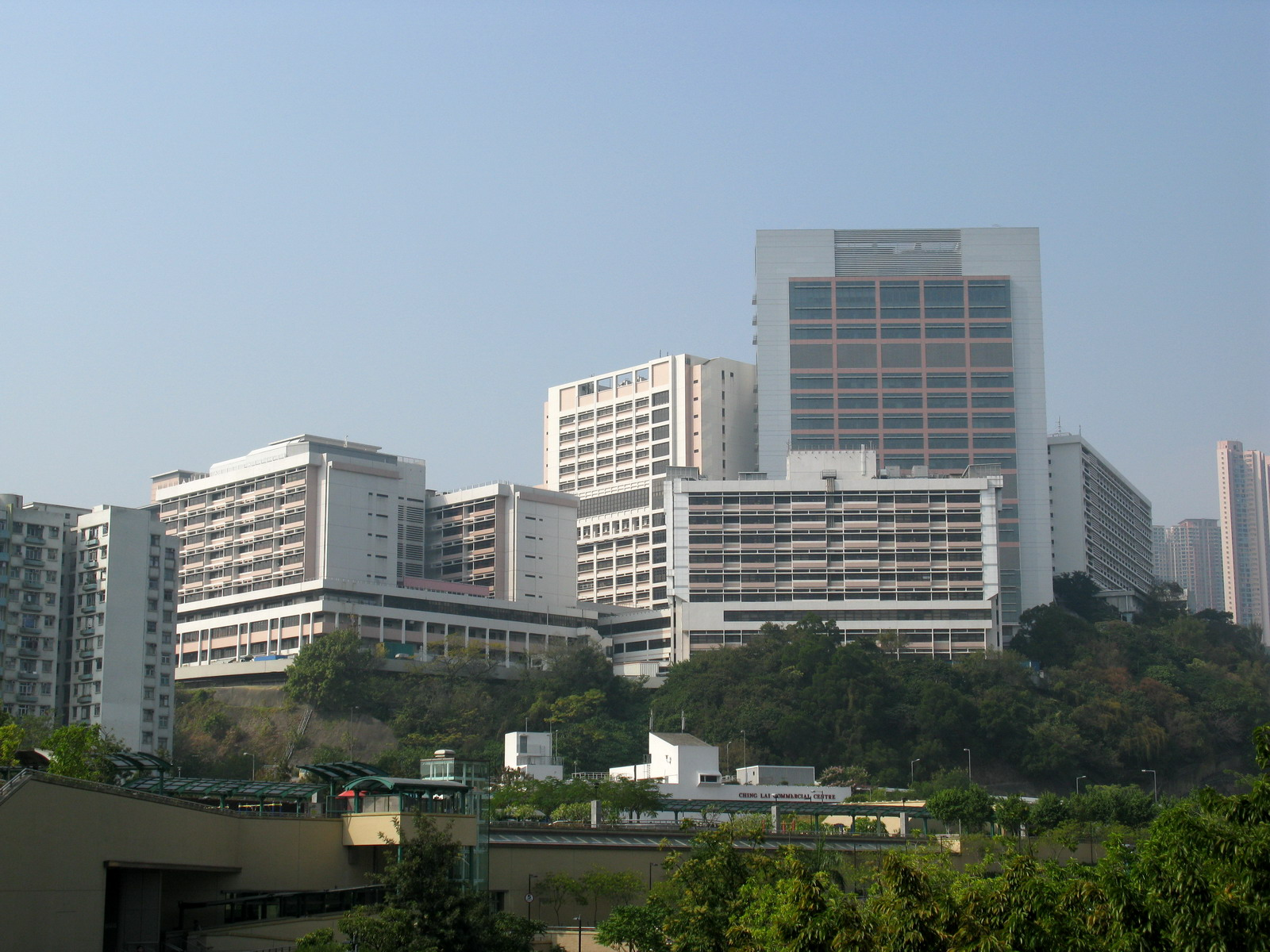
瑪嘉烈醫院傳染病中心（圖中最高的建築物）

自2003年流行SARS後，香港特區政府與醫管局全面檢討疫情，決定興建傳染病專科醫療中心，為傳染病病人提供一站式的臨床治療，選址瑪嘉烈醫院，於2004年4月14日撥款5億3,800萬港元展開興建工程，於2006年第4季度竣工。2007年6月22日由中華人民共和國衛生部部長高強及衛生福利及食物局局長周一嶽主持揭幕儀式。
傳染病醫療中心（S座）位於瑪嘉烈醫院EF座大樓對開斜坡，樓高17層，樓面總面積達21,600平方米，其中8層是負氣壓隔離病房，提供108張隔離病床，其中14張為深切治療病床。各病房以獨立隔離病室組成，每個病室設一或兩張病床，病房安裝雙重負壓電動互鎖門，並配以負壓空調及高效能空氣過濾系統。病房設獨立更衣區（潔淨與污染區），同時亦設有獨立淋浴室與厠所，醫療中心的空氣先經過高效能空氣粒子過濾系統消毒才排放，而排污系統加設自動消毒系統，經消毒的污水才排放往公共污水渠。傳染病中心設連接橋，貫通醫院EF座、G座及P座大樓。
衛生防護中心設辦公室於傳染病中心內，中心設有生物安全第三等級臨床實驗室及放射診斷設施（包括X光機及電腦素描間）。

#### 模擬情境訓練中心
目前醫管局共有四間醫院設有儀器和課程比較整全的模擬情境訓練中心，分別是北區醫院、伊利沙伯醫院、瑪嘉烈醫院及東區尤德夫人那打素醫院。它們在管理上是獨立的，但卻有不同的分工，避免服務重疊，有效運用資源。瑪嘉烈醫院主力負責感染控制、新入職護士、以及其他專科護理的課程訓練。
瑪嘉烈醫院採用新一代模擬情境訓練中心的設計，當有大事發生（例如疫症爆發）時，可以更快的轉回病房用途。

### 復康及療養大樓（荔景大樓）
荔景大樓位於荔景荔崗街10號，2001年建成，提供268張病床和60個日間醫院名額，距離瑪嘉烈醫院約五分鐘車程，惟只有專線小巴能到達。為急症病人提供療養及復康支援；另設有老人科日間醫院，提供四十個名額予年老病人。
由於醫療需求大增，政府計劃將瑪嘉烈醫院荔景大樓復康花園拆卸並興建14層樓高的新大樓，同時翻新舊大樓以及興建連接兩棟大樓的接駁橋。兩座大樓淨作業面積將可增加2.8倍至3.25萬平方米，並提供840張病床和84個日間醫院名額，預計於2021年第三季開工，2026年建成。同時，日間醫療將擴展至骨科。

## 組織架構
九龍西醫院聯網總監和瑪嘉烈醫院
- 行政總監：
  - 羅振邦 醫生

- 副院長：
  - 鄺國雄 醫生[21]

瑪嘉烈醫院及葵涌醫院管治委員會
- 主席：
  - 楊志威 先生

- 委員：

| - - 陳智軒 教授 - 張德貴 先生 - 許麗華 女士 - 關繼祖 教授 - 林李婉冰 女士，MH | - - 廖榮定 太平紳士，MH - 黃權威 先生，BBS，MH - 蔡定國 醫生，JP - 黃永灝 太平紳士，BBS - 黃耀聰 先生，MH |

## 外部連結
- 瑪嘉烈醫院 （页面存档备份，存于）